# Antoine-Marie Roucole
Antoine-Marie Roucole ou Antoine Roucole, né le 6 juin 1848 à Toulouse où il est mort le 22 juin 1918, est un peintre français.

## Biographie
Antoine-Marie Roucole est le fils de Jean Louis Roucole, employé, et de Marie Capblanquet.
Élève d'Alexandre Cabanel et de Jules Garipuy, il expose au Salon à partir de 1876.
En 1870, il remporte le prix Suau, décerné pour la première fois par l'École des beaux-arts de Toulouse.
En 1873, il épouse Louise Dejeanjean, le peintre Louis Monziès est témoin du mariage. Leurs filles, Clotilde-Jeanne-Louise Roucole (1874-1941) et Cécile-Jeanne Roucole (1879-?), exposeront également au Salon à quelques reprises.
Officier d'Académie en 1891 et Officier de l'instruction publique en 1898, il passe l'essentiel de sa carrière à l'École des beaux-arts de Toulouse en tant que professeur de dessin. Il prend sa retraite en 1913.
Il meurt dans son atelier toulousain de la rue du Japon à l'âge de 70 ans.

## Œuvres dans les collections publiques

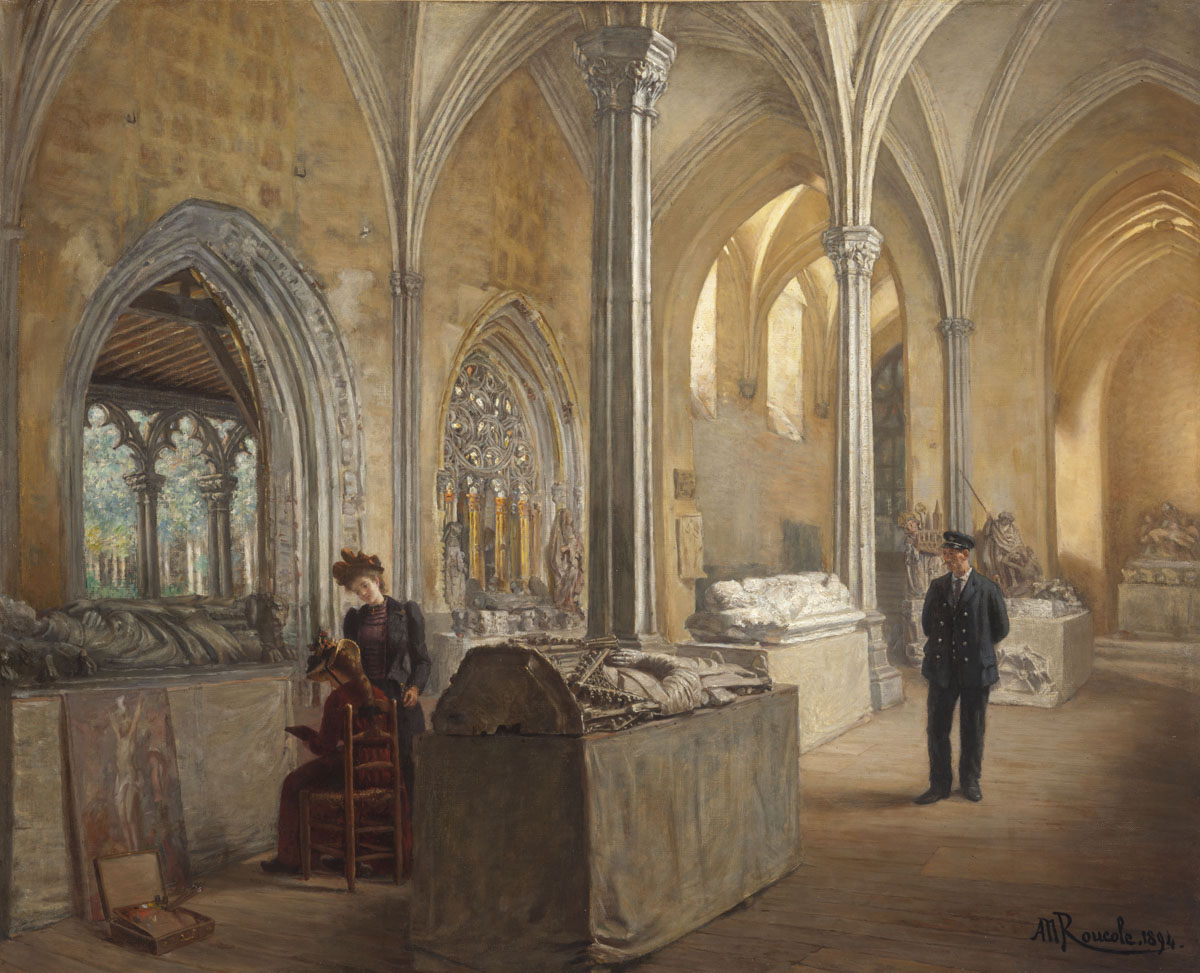
La Salle capitulaire au musée des Augustins, Musée des Augustins, Toulouse.

- Montbrun-Lauragais, Église paroissiale Saint-Michel[7] : 
  - Remise des clés à saint Pierre[8]
  - Jésus et les apôtres sur le lac de Tibériade[9]
  - Jésus marchant sur les eaux et secourant saint Pierre[9]
  - Vierge à l'Enfant[10]
- Toul, Musée d'Art et d'Histoire : Portrait de Nicolas Joly[11]
- Toulouse :
  - Basilique Notre-Dame la Daurade : Miracle arrivé à Toulouse au XIVe siècle[12]
  - Capitole : L'Entrée de Louis XI à Toulouse[13],[14]
  - Musée des Augustins : La Salle capitulaire au musée des Augustins[15]
  - Musée du Vieux Toulouse : Portrait de Gaston Salvayre[11]
  - Université Toulouse-Capitole (salle Hauriou) : Portrait d'Hippolyte Joseph Gabriel Despiau[16]

## Œuvres exposées aux Salons toulousains
sauf mention pour les Salons parisiens
- Portrait de M. D., au Salon de 1876 (Paris)
- Orphée et Eurydice, au Salon de 1877
- Portrait de M. D., au Salon de 1877
- Portrait de l’auteur, au Salon de 1880 (Paris)
- Portrait de Mme *, au Salon de 1883 (Paris)
- Portrait de Mlle C., au Salon de 1885
- Portrait de Mme X., au Salon de 1885
- Portrait de Mme P., au Salon de 1886
- Portrait de Mme X., au Salon de 1886
- Mort d'un philosophe, au Salon de 1887 (Paris)
- Episode de la guerre franco-allemande, au Salon de 1887
- Portrait de M. O., au Salon de 1887
- Mort d’un philosophe[17], au Salon de 1888
- Portrait, au Salon de 1888
- Une convalescente, au Salon de 1888
- Jeune fille, au Salon de 1889
- Paysage, au Salon de 1889
- Portrait d’enfant, au Salon de 1890
- La prière, au Salon de 1890
- Portrait de M. F., au Salon de 1890
- Portrait de fillette, au Salon de 1891
- Portrait, au Salon de 1892
- Cazador, au Salon de 1892
- Portrait de Mlle de R., au Salon de 1893
- Portrait de Mme *, au Salon de 1893
- Salle capitulaire du musée de Toulouse, au Salon de 1894
- Portrait de M. L., au Salon de 1894
- Portrait de M. de F., au Salon de 1894
- Marchand arabe, à la Kasba, au Salon de 1898
- Portrait de l’auteur, au Salon de 1898
- Soudanais, au Salon de 1898, étude
- Un intrus, au Salon de 1898
- Portrait de M. R., au Salon de 1899
- Portrait de Mme R., au Salon de 1899
- Grand-père et petit-fils, au Salon de 1899
- Endormie, tête d’étude, au Salon de 1900
- Portrait de Mme E., au Salon de 1900
- Marchands Arabes, au Salon de 1900
- Portrait, au Salon de 1900
- Un intrus, au Salon de 1900
- Portrait de Mlle de P., au Salon de 1900
- Portrait de M. X., au Salon de 1904
- Portrait de M. X., au Salon de 1904
- Portrait de ma fille, au Salon de 1904
- Portrait, au Salon de 1905
- Portrait, au Salon de 1905
- Clémence Isaure et Poète, au Salon de 1908

## Publication
- Le dessin simplifié : Nouvelle méthode permettant d'exécuter d'une façon rapide et précise tous les dessins d'après nature, Paris, Delagrave, 1882 (réimpr. 1892), 88 p. (OCLC 690749409 et 458238332).

## Distinctions
- Officier d'académie (1891)
- Officier de l'Instruction publique (1898)